# Los Angeles International Airport
Los Angeles International Airport (IATA: LAX, ICAO: KLAX, FAA LID: LAX) är den internationella storflygplatsen för Los Angeles i Kalifornien, USA. Den har länge varit bland en av de största flygplatserna i USA och hela världen i fråga om passagerartal.
LAX ägs och drivs av Los Angeles World Airports (LAWA), som är en affärsverksförvaltning tillhörande staden Los Angeles.
Flygplatsen har totalt nio terminaler och är belägen den i södra delen av Los Angeles County, cirka 20 kilometer från Downtown Los Angeles.

## Bakgrund
Flygplatsen öppnade 1930, då som Los Angeles Municipal Airport. Trafikflyget startade 5 december 1946.

## Verksamhet
LAX är en av flera flygplatser med passagerartrafik i Los Angeles-området, men är den enda egentliga internationella storflygplatsen. Andra passagerarflygplatser i närområdet som Burbank Airport, John Wayne Airport, LA/Ontario International Airport, Long Beach Airport och Palmdale Regional Airport är inriktade på nischer som charterflyg, inrikesflyg och lågprisflyg. Van Nuys Airport i San Fernandodalen är för främst för privatflyg.

## Bilder

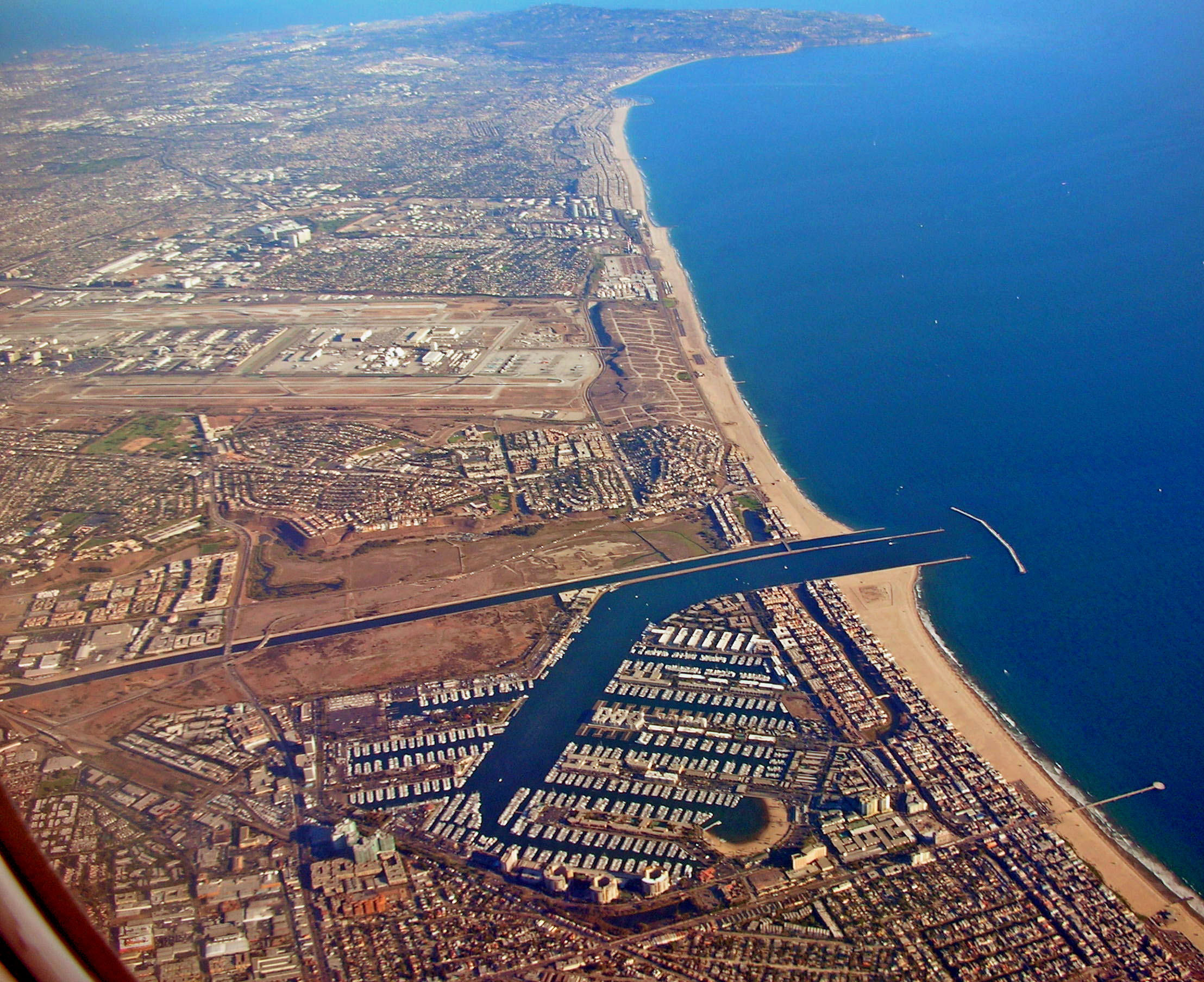
Los Angeles International Airport med Marina Del Rey i förgrunden och halvön Palos Verdes i bakgrunden.
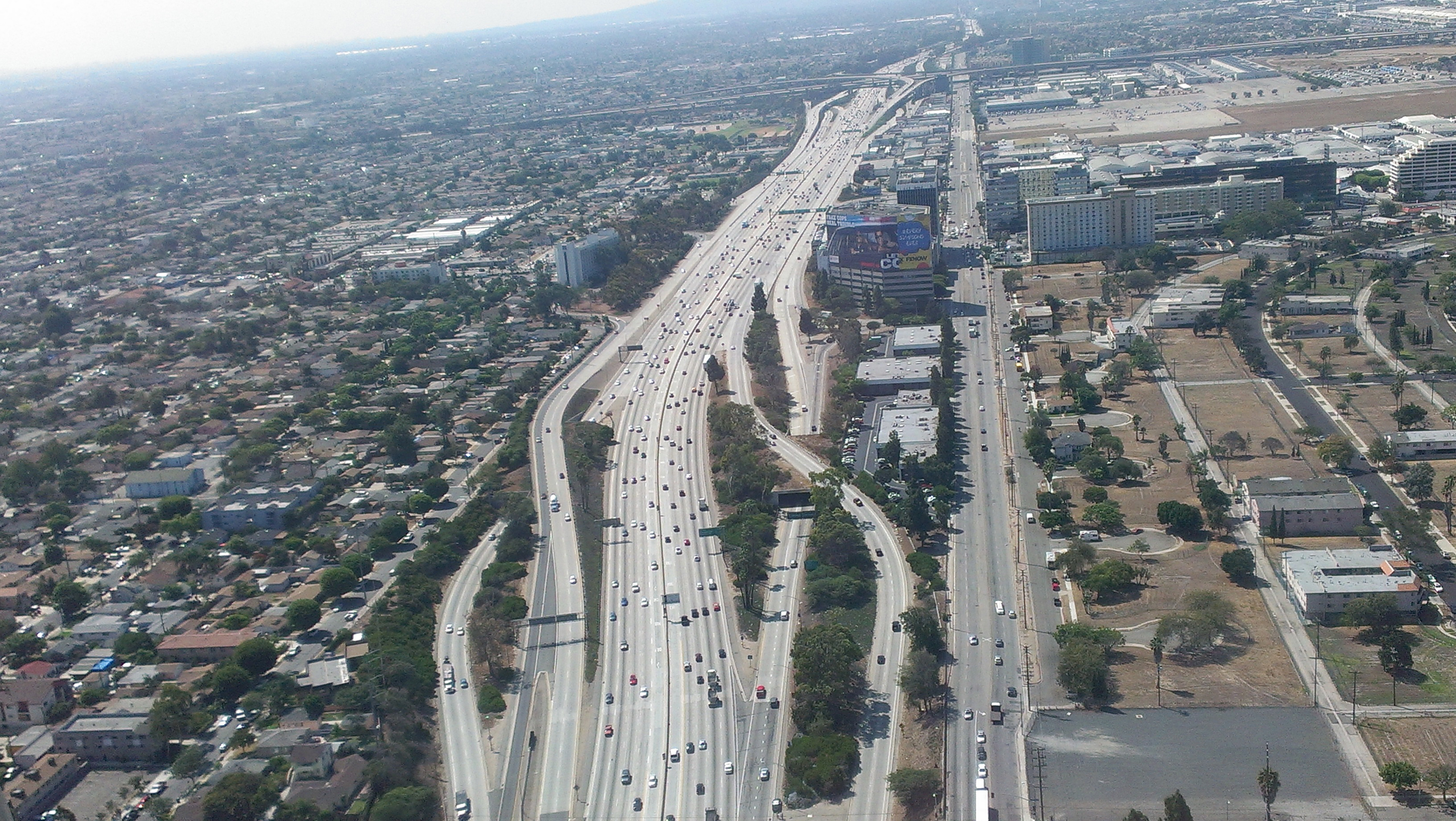
Interstate 405 passerar flygplatsens östra del.
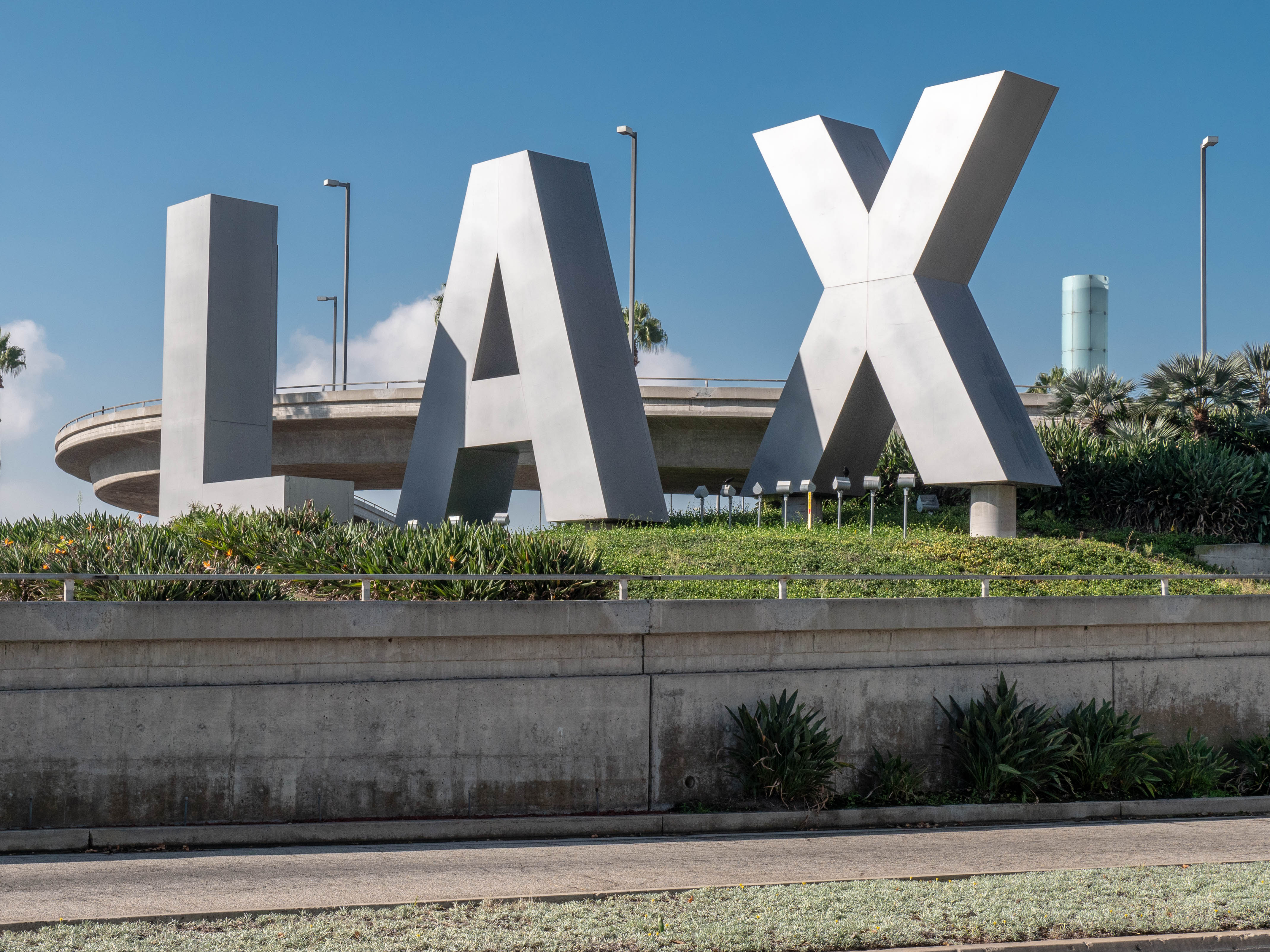
Välkomstskylt.
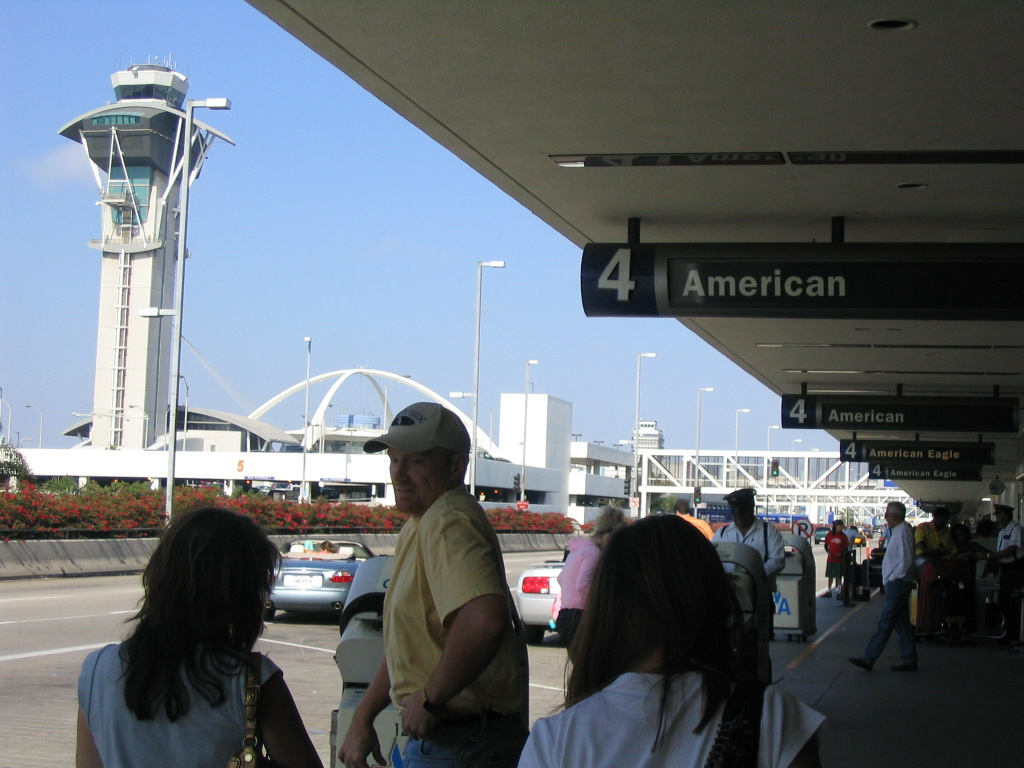
Flygtornet och Theme Building sett från Terminal 4.
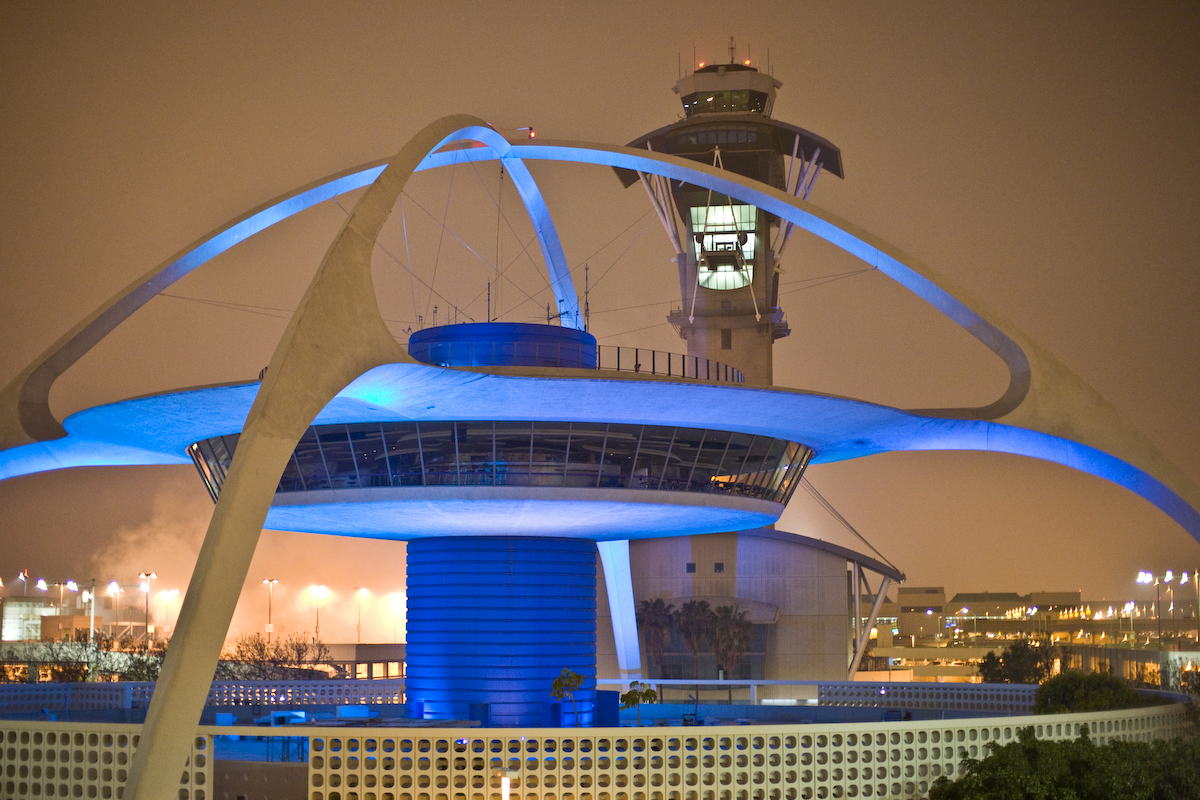
Theme Building
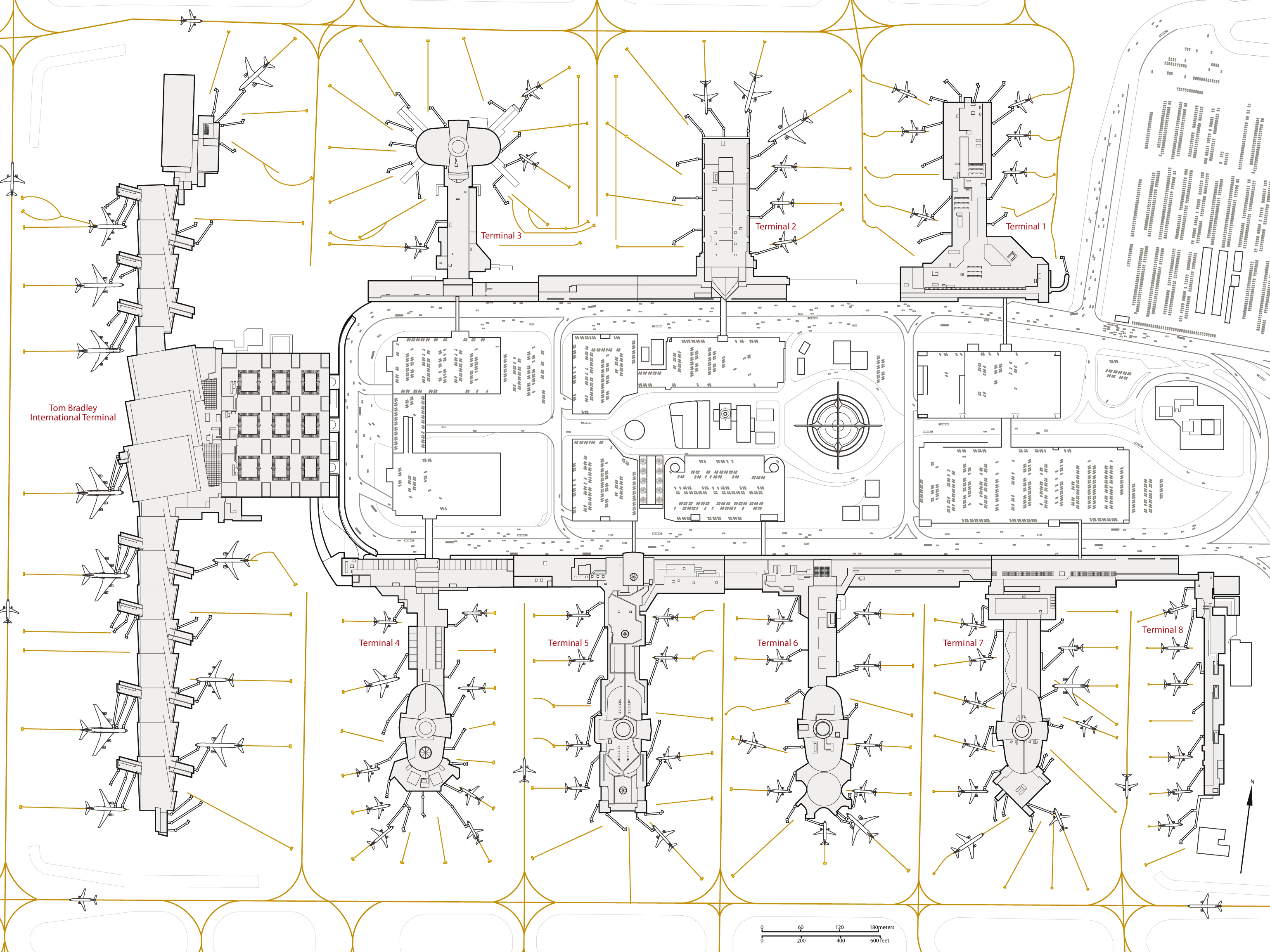
Schematisk skiss över terminaler.